# 鶴生田町
鶴生田町（つるうだちょう）は、群馬県太田市にある地名（町丁）。郵便番号は373-0008。

## 概要
太田市の鳥之郷地区にある町丁。

## 地理
中央を八瀬川が流れている。

### 近隣町丁
- 強戸町
- 長手町
- 鳥山上町
- 鳥山下町
- 鳥山町

## 世帯数と人口
2022年（令和4年）3月31日現在の世帯数と人口は以下の通りである。
| 町丁     | 世帯数  | 人口   |
| -------- | ------- | ------ |
| 鶴生田町 | 790世帯 | 1834人 |

## 交通

### 鉄道
町内に鉄道は通っていない。

## 施設
- 太田市立鳥之郷小学校
- 鶴生田太陽光発電所